# اورسولا تیلمان
اورسولا تیلمان (آلمانی: Ursula Thielemann؛ زادهٔ ۱۸ ژانویه ۱۹۶۰) بازیکن هاکی روی چمن اهل آلمان غربی بود.